# Hamlet (film fra 1917)
 For alternative betydninger, se Hamlet (flertydig). (Se også artikler, som begynder med Hamlet)
Hamlet er en italiensk stumfilm fra 1917 af Eleuterio Rodolfi.

## Medvirkende
- Ruggero Ruggeri som Hamlet.
- Helena Makowska som Ophelia.
- Mercedes Brignone som Gertrude.
- Armand Pouget.
- Gerardo Peña.